# آنتونیو گراناتا
آنتونیو گراناتا (انگلیسی: Antonio Granata؛ زادهٔ ۲۰ ژانویهٔ ۱۹۹۷) بازیکن فوتبال است.
از باشگاه‌هایی که در آن بازی کرده‌است می‌توان به باشگاه فوتبال ناپولی اشاره کرد.